# Kampung Blang (Krueng Sabee)
Kampung Blang is een bestuurslaag in het regentschap Aceh Jaya van de provincie Atjeh, Indonesië. Kampung Blang telt 1198 inwoners (volkstelling 2010).